# Лебідь-Юрчик Харитон Михайлович
Харито́н Миха́йлович Ле́бідь-Ю́рчик (1877, Східне Поділля — 1945, Німеччина) — український економіст, державний діяч, директор Державної скарбниці УНР і Української держави. Під його безпосереднім керівництвом створено перший в історії України державний бюджет (1918).

## Життєпис
У 1904 році Харитон Лебідь-Юрчик закінчив Кам'янець-Подільську чоловічу гімназію (отримав свідоцтво за 8 класів без давніх мов).
Працював у Подільській казенній палаті: рахунковий чиновник, від 1(14) серпня 1902 року — помічник бухгалтера, згодом — старший помічник бухгалтера, бухгалтер, від 1910 — податковий інспектор Ямпільського повіту Подільської губернії.
У 1911 році мав ранг губернського секретаря
Був членом Подільської «Просвіти» (за станом на 1 січня 1914 року).
Мав власний будинок у Кам'янці-Подільському на Новому Плані.
У 1918 році очолював департамент міністерства фінансів Української Народної Республіки, від 29 березня 1918 року виконував обов'язки товариша (заступника) міністра фінансів УНР, згодом — Української Держави, був директором Державної скарбниці. Під його керівництвом бюджетна комісія розробила проект бюджету України на 1919 рік. Після падіння Гетьманату (грудень 1918) Директорія УНР затвердила цей проект як державний бюджет УНР на 1919 рік, а Лебедя-Юрчика призначила товаришем (заступником) міністра фінансів УНР.
Прізвище «Лебідь-Юрчик» як підпис директора Державної скарбниці зазначено на перших українських паперових грошових знаках: на 8 зразках банкнот Державної скарбниці, видрукуваних у Києві й Одесі, а також на 4 облігаціях УНР. Через це Лебідь-Юрчик був широко відомим серед сучасників. Зокрема, Михайло Булгаков його прізвищем назвав одного з персонажів роману «Біла гвардія».
1919 — доцент Кам'янець-Подільського державного українського університету (нині Кам'янець-Подільський національний університет імені Івана Огієнка).
1920–1921 — товариш (заступник) міністра фінансів УНР.
1920—1926 — перебував на еміграції в Польщі, де викладав в Українському народному університеті в Ланцуті.
Від 1926 — доцент, згодом — професор Українського наукового інституту в Берліні (Німеччина).

## Праці
Автор наукових праць у галузі цукрової промисловості та державних фінансів.
1927 року у Львові побачила світ його праця «Бюджетове право».
Написав спогади «Перший український державний бюджет», надруковані 1929 року німецькою мовою в 2-му томі наукового збірника «Abhandlungen des Ukrainischen Wissenschaftlichen Institutes in Berlin» (укр. «Праці Українського наукового інституту в Берліні»).

## Пам'ять
2004 року випущено українську сувенірну монету із серії «Відомі банкіри України» із зображенням Харитона Михайловича Лебедя-Юрчика.